# Provincia di Arauco
La provincia di Arauco è una delle province della regione cilena del Bío Bío, il capoluogo è la città di Lebu.	
La provincia è suddivisa in 7 comuni:
1. Arauco
2. Cañete
3. Contulmo
4. Curanilahue
5. Lebu
6. Los Álamos
7. Tirúa